# Contes de l'enfance et du foyer
Pour les articles homonymes, voir KHM.
« Contes de Grimm » redirige ici. Pour les autres significations, voir Contes de Grimm (homonymie).
Contes de l'enfance et du foyer (en allemand : Kinder- und Hausmärchen, abrégé en KHM) est un recueil de contes populaires allemands publié par Jacob et Wilhelm Grimm, d'abord en deux volumes, parus successivement le 20 décembre 1812 et en 1815. De leur vivant, ils publieront sept éditions, la dernière en 1857. Lors de chaque nouvelle publication, ils tiendront compte des goûts du lectorat et créeront ainsi un trésor littéraire unique destiné surtout aux enfants. C’est notamment le manque de succès en 1812 qui incita les frères à réviser leurs textes.
Les contes — ceux repris dans la dernière édition — sont souvent désignés par un code constitué des trois lettres KHM (pour Kinder- und Hausmärchen) suivies d'un numéro allant de 1 à 200. Ainsi la version Grimm de Blanche-Neige, par exemple, est-elle désignée par le code KHM 53. Il existe un conte « numéro bis », KHM 151*, Les Douze Valets paresseux, de sorte que le recueil contient, depuis la dernière édition, en tout 201 histoires.
Le recueil est aujourd'hui le plus souvent rebaptisé en français Contes des frères Grimm, ou simplement Contes de Grimm. Depuis 2005, l'ouvrage figure au Registre international Mémoire du monde de l'UNESCO.

## Composition

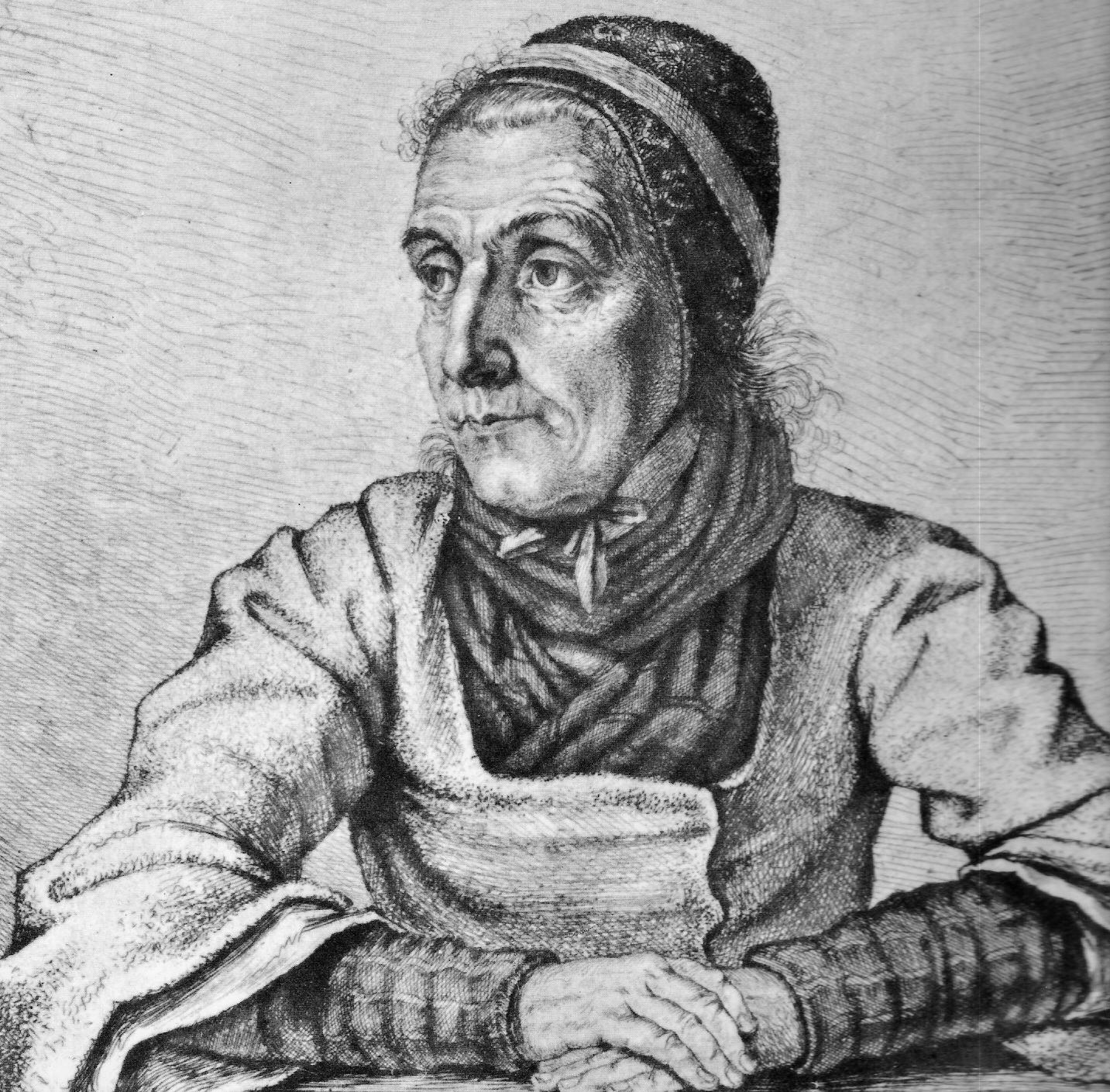
Dorothea Viehmann, l'une des conteuses dont les frères Grimm ont transcrit les nombreuses histoires. Portrait par Ludwig Emil Grimm, autre frère Grimm.

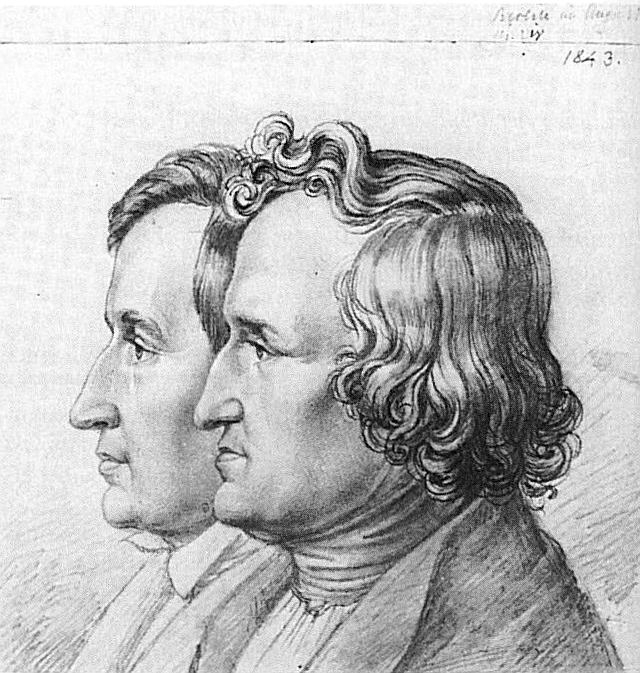
Les frères Grimm, portrait (1843) par Ludwig Emil Grimm.

En 1803, les frères Grimm rencontrent les écrivains romantiques Clemens Brentano et Ludwig Achim von Arnim à l'Université de Marbourg, qui éveillent chez eux l'intérêt pour les vieux contes populaires. À Cassel, ils commencent à collecter et à mettre par écrit des contes qui, selon eux, étaient transmis depuis des générations. Parmi leurs sources figurent Dorothea Viehmann, une conteuse locale qui n'était pas une paysanne, comme les frères Grimm la présenteront, mais une femme cultivée, ainsi que deux familles huguenotes, les Hassenpflug et les Wild, qui leur font découvrir plusieurs contes d'origine française.
Ils s'inspirent également de la plume de Charles Perrault, dont les histoires, cependant, étaient non seulement issues de la tradition orale mais aussi puisées dans des recueils de collecteurs français et italiens, comme Giovanni Francesco Straparola et, surtout, Giambattista Basile, en qui les Grimm reconnaissent d'ailleurs le premier écrivain à avoir collecté des contes dans un recueil spécialement consacré à ce genre de récit.
De l'avis de bon nombre de chercheurs, le portrait que donnaient d'eux-mêmes les deux hommes, en collecteurs consciencieux d'anciennes traditions, n'est dans une large mesure qu'une coupable fiction du climat romantique de l'époque[réf. souhaitée] : leur recueil représente davantage un mélange de nouveaux textes, de contes littéraires et de contes populaires en partie largement remodelés. On peut en effet observer certains traitements parfois très importants subis par les contes simplement en comparant certains d'entre eux dans l'édition originale de 1812 et 1815 et leur version dans la dernière édition de 1857.
Dès octobre 1810, les frères Grimm mettent à la disposition de Clemens Brentano un premier manuscrit contenant 46 contes, dont au moins 13 tirés de sources littéraires (et dont trois sont d'origine française). À partir de mars 1811, Brentano ne leur ayant pas répondu, ils commencent à s'atteler au projet de publier un volume par eux-mêmes.
Le 20 décembre 1812, les frères Grimm publient le premier volume de la première édition, qui contient 86 histoires. Le second volume, 70 histoires, suivra en 1814. Pour la deuxième édition, deux volumes paraissent en 1819 et un troisième en 1822, totalisant 170 histoires. La troisième édition sort en 1837, la quatrième en 1840, la cinquième en 1843, et une sixième et une septième respectivement en 1850 et 1857. Au fil des éditions, des contes sont ajoutés, d'autres sont laissés de côté, jusqu'à la septième édition, dernière parue du vivant des deux frères, et qui comporte deux cent onze contes. Les différentes éditions sont toutes largement illustrées, d'abord par Philipp Grot Johann et, après la mort de celui-ci en 1892, par Robert Leinweber.
Les premiers volumes feront l'objet de nombreuses critiques du fait que, malgré l'intitulé « Contes de l'enfance », ils sont jugés comme ne convenant pas à des enfants, en raison à la fois des informations de nature scientifique qui y sont incluses et de certains sujets. De nombreuses modifications intervenues au cours des différentes éditions – comme le fait de transformer la méchante mère dans la première édition de Blanche-Neige et de Hansel et Gretel en marâtre, sont sans doute en partie des concessions opérées en fonction de ces critiques. Ainsi, des allusions sexuelles ont été supprimées, comme la question de Raiponce demandant innocemment pourquoi sa robe autour de sa taille commence à la gêner, ce qui est une façon naïve de révéler qu'elle est enceinte, et les visites du prince à la marâtre. La violence, cependant, augmente quant à elle à de nombreux égards, en particulier dans les châtiments réservés aux méchants.
Pour satisfaire le goût contemporain du public bourgeois prédominant, d'importants détails seront aussi modifiés. D'édition en édition, les textes seront ainsi remaniés, en partie édulcorés et teintés de morale chrétienne et la terminologie sera germanisée pour cacher les origines françaises de la plupart des contes. Lorsque le conte Le Chat botté fut démasqué comme un conte français de Charles Perrault, il a dû quitter l’œuvre des frères Grimm, mais La Belle au bois dormant eut cependant le droit de rester. Dans leur préface de l'édition de 1815, les Grimm disent explicitement que leur recueil se veut éducatif. Wilhelm Grimm, qui sera pratiquement tout seul à revoir les contes à partir de la deuxième édition de 1819, y introduira quantité d'expressions et de formules métaphoriques.
Par le truchement de Perrault, et à cause de l'origine huguenote de Dorothea Viehmann et des familles de Cassel Hassenpflug et Wild – ceux-ci fréquentaient les Grimm, et Wilhelm devait même plus tard épouser l'une des filles Wild –, de nombreux contes littéraires et variantes de contes populaires français viendront également influencer le recueil. Pour obtenir un recueil de contes « purement allemands », quelques-uns des récits arrivés dans le domaine linguistique allemand mais venus de France, comme Le Chat botté ou La Barbe bleue, seront écartés dès la deuxième édition. Les modifications de cette nature ne seront cependant pas très nombreuses car les frères Grimm savaient fort bien que, par exemple, il existait également une version française, dotée d'une fin tragique, du Petit Chaperon rouge. De ce fait, une délimitation nationale posait problème, étant donné que quelques contes, comme Cendrillon, ont une origine et une diffusion plus largement européennes. Dans leur préface des Contes, les Grimm insistent pourtant sur le fait que leur recueil se compose de « vrais contes hessois », dont l'origine remonte aux anciens mythes nordiques et germaniques ; que Dorothea Viehmann, leur principale source, fût, non pas une paysanne hessoise, mais une couturière cultivée dont les racines étaient françaises, ils ne disent mot. Dans le manuscrit des Contes retrouvé en 1927 dans une abbaye alsacienne, on trouve cependant des notes concernant les origines françaises de certains récits et les parallèles avec les contes de Perrault.
En 1825, les frères Grimm publient une Kleine Ausgabe (« Petite édition »), une sélection de cinquante contes conçus pour de jeunes lecteurs. Cette version pour enfants connaîtra dix éditions successives de 1825 à 1858.

## Influence
Le recueil des frères Grimm exercera une large influence. W. H. Auden, durant la Seconde Guerre mondiale, le célèbrera comme l'une des œuvres fondatrices de la culture occidentale. Les contes eux-mêmes ont été utilisés à des fins très variées. Les Nazis les louaient comme des contes populaires montrant des enfants aux instincts raciaux sains en quête de conjoints « purs » concernant la race, à tel point d'ailleurs que les forces alliées mirent en garde contre ces récits. Certains écrivains traitant de l'holocauste ont combiné leurs mémoires avec les contes, comme Jane Yolen dans Briar Rose.
L'œuvre des frères Grimm a influencé d'autres collecteurs, les inspirant dans la collecte de contes et les amenant à croire, d'une façon similaire, dans un esprit de nationalisme romantique, que les contes d'un pays étaient particulièrement représentatifs de celui-ci, en négligeant l'influence interculturelle. Parmi ces collecteurs figurent le Russe Alexandre Afanassiev, les Norvégiens Peter Christen Asbjørnsen et Jørgen Moe, l'Anglais Joseph Jacobs, ainsi que Jeremiah Curtin, un Américain qui recueillera des contes irlandais. L'accueil reçu par leurs recueils ne fut pas toujours enjoué[Quoi ?]. Joseph Jacobs sera en partie inspiré du fait qu'il se plaignait que les enfants anglais ne lisaient pas de contes de fée anglais et, selon ses propres termes, « ce que Perrault a commencé, les Grimm l'ont achevé ».
Trois œuvres individuelles de Wilhelm Grimm sont Altdänische Heldenlieder, Balladen und Märchen (1811), Über deutsche Runen (1821) et Die deutsche Heldensage (1829).

## Liste des contes
L'abréviation « KHM » est utilisée pour Kinder- und Hausmärchen, le titre original. À noter que les titres en français peuvent varier assez fortement selon les traductions.

### À partir de la1reédition, volume 1 (1812)
- KHM 1 : Le Roi-Grenouille ou Henri-le-Ferré, Le Roi Grenouille ou Henri de Fer ou La Fille du Roi et la Grenouille (Der Froschkönig oder der eiserne Heinrich)
- KHM 2 : Chat et souris associés (Katze und Maus in Gesellschaft)
- KHM 3 : L'Enfant de Marie ou L'Enfant de la bonne Vierge (Marienkind)
- KHM 4 : Conte de celui qui s'en alla pour connaître la peur (Märchen von einem, der auszog das Fürchten zu lernen)
- KHM 5 : Le Loup et les Sept Chevreaux (Der Wolf und die sieben jungen Geißlein)
- KHM 6 : Le Fidèle Jean (Der treue Johannes), à partir de la 2e édition ; 1re édition KHM 6a : Du rossignol et de l'orvet (de)  (Von der Nachtigall und der Blindschleiche)
- KHM 7 : La Bonne Affaire ou Le Bon Échange (de) (Der gute Handel), à partir de la 2e édition ; 1re édition KHM 154 : Le Sou volé (de) (Der gestohlene Heller)
- KHM 8 : Le Merveilleux Ménétrier ou Le Violon merveilleux (de) (Der wunderliche Spielmann), à partir de la 2e édition ; 1re édition KHM 8a : La Main au couteau (de)  (Die Hand mit dem Messer)
- KHM 9 : Les Douze Frères (Die zwölf Brüder)
- KHM 10 : De la racaille (de) ou Les Vagabonds (Das Lumpengesindel)
- KHM 11 : Frérot et Sœurette ou Petit-Frère et Petite-Sœur (Brüderchen und Schwesterchen)
- KHM 12 : Raiponce (Rapunzel)
- KHM 13 : Les Trois Petits Hommes de la forêt (Die drei Männlein im Walde)
- KHM 14 : Les Trois Fileuses (de) (Die drei Spinnerinnen)

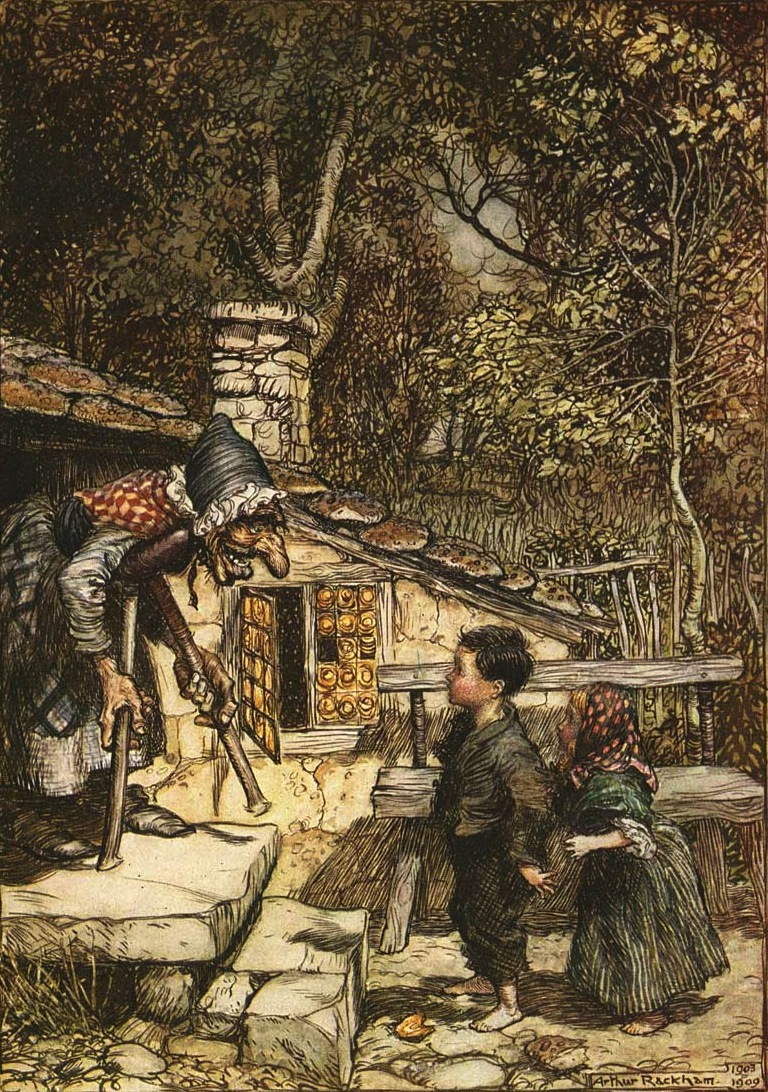
Hansel et Gretel et la sorcière (Hänsel und Gretel, KHM 15). Illustration d'Arthur Rackham, extraite de The Fairy Tales of the Brothers Grimm, trad. Mrs. Edgar Lucas, 1909.

- KHM 15 : Jeannot et Margot ou Hansel et Gretel (Hänsel und Gretel)
- KHM 16 : Les Trois Feuilles du serpent (de) (Die drei Schlangenblätter, à partir de la 2e édition ; 1re édition KHM 16a : Herr Fix und Fertig)
- KHM 17 : Le Serpent blanc (Die weiße Schlange)
- KHM 18 : Bout de paille, braise et haricot (de) (Strohhalm, Kohle und Bohne)
- KHM 19 : Le Pêcheur et sa femme (Von dem Fischer un syner Fru)
- KHM 20 : Le Hardi Petit Tailleur ou Le Vaillant Petit Tailleur (Das tapfere Schneiderlein)
- KHM 21 : Cendrillon (Aschenputtel)
- KHM 22 : L'Énigme ou La Devinette (de) (Das Rätsel, à partir de la 2e édition ; 1re édition KHM 22a : Wie Kinder Schlachtens miteinander gespielt haben)
- KHM 23 : Du souriceau, de l'oiselet et de la saucisse (de) (Von dem Mäuschen, Vögelchen und der Bratwurst)
- KHM 24 : Dame Holle ou Dame Hiver (Frau Holle)
- KHM 25 : Les Sept Corbeaux (Die sieben Raben)[15]
- KHM 26 : Le Petit Chaperon rouge (Rotkäppchen)
- KHM 27 : Les Musiciens de la fanfare de Brême ou Les Musiciens de Brême (Die Bremer Stadtmusikanten, à partir de la 2e édition ; 1re édition KHM 27a : Der Tod und der Gänsehirt)
- KHM 28 : L'Os chanteur (de) (Der singende Knochen)
- KHM 29 : Le Diable et ses trois cheveux d'or ou Les Trois Cheveux d'or du Diable (Der Teufel mit den drei goldenen Haaren)
- KHM 30 : Pucette et Petit-pou (de) (Läuschen und Flöhchen)
- KHM 31 : La Jeune Fille sans mains (Das Mädchen ohne Hände)
- KHM 32 : Jean-le-Finaud (de) (Der gescheite Hans)
- KHM 33 : Les Trois Langages (de) (Die drei Sprachen, à partir de la 2e édition ; 1re édition KHM 33a : Der gestiefelte Kater)
- KHM 34 : La Sage Élise (Die kluge Else, à partir de la 2e édition ; 1re édition KHM 34a : Hansens Trine)
- KHM 35 : Le Tailleur au ciel (de) (Der Schneider im Himmel), à partir de la 2e édition ; 1re édition KHM 157 : Le Moineau et ses quatre petits (de) (Der Sperling und seine vier Kinder)
- KHM 36 : Petite-table-sois-mise, l'Âne-à-l'or et Gourdin-sors-du-sac (Tischchen deck dich, Goldesel und Knüppel aus dem Sack)
- KHM 37 : Tom Pouce (Daumesdick, à partir de la 2e édition ; 1re édition KHM 37a : Von der Serviette, dem Tornister, dem Kanonenhütlein und dem Horn)
- KHM 38 : Les Noces de dame Renard (de) (Die Hochzeit der Frau Füchsin)
- KHM 39 : Les Lutins (Die Wichtelmänner)

- KHM 40 : Le Fiancé brigand (de) (Der Räuberbräutigam)
- KHM 41 : Monsieur Corbis (de) (Herr Korbes)
- KHM 42 : Monsieur le Parrain (de) (Der Herr Gevatter)

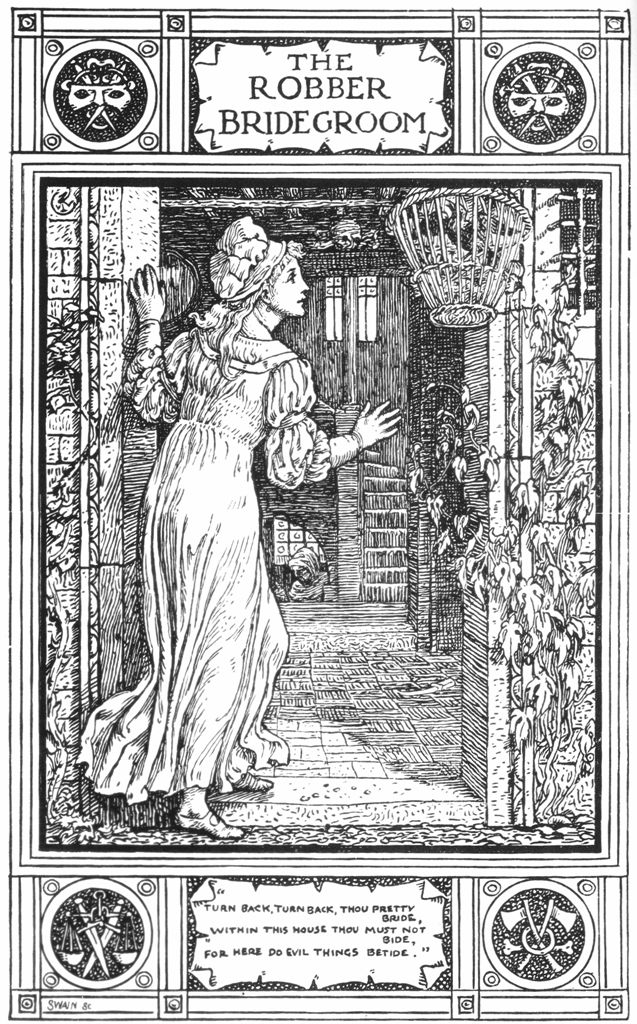
Le Fiancé brigand (Der Räuberbräutigam, KHM 40). Illustration de Walter Crane extraite de Household Stories by the Brothers Grimm, trad. Lucy Crane, 1886.

- KHM 43 : Dame Trude (de) (Frau Trude, à partir de la 2e édition ; 1re édition KHM 43a : Die wunderliche Gasterei)
- KHM 44 : La Mort marraine (de) (Der Gevatter Tod)
- KHM 45 : Le Voyage du Petit-Poucet (de) (Daumerlings Wanderschaft)
- KHM 46 : L'Oiseau d'Ourdi (de) ou La Barbe Bleue (Fitchers Vogel)
- KHM 47 : Le Conte du genévrier (Von dem Machandelboom)
- KHM 48 : Le Vieux Sultan (Der alte Sultan)
- KHM 49 : Les Six Frères Cygnes (Die sechs Schwäne)
- KHM 50 : La Belle au bois dormant ou La Princesse Fleur-d'Épine (Dornröschen)
- KHM 51 : Volétrouvé (de) (Fundevogel)
- KHM 52 : Le Roi Barbabec ou Le Roi Barbe-de-grive (König Drosselbart)
- KHM 53 : Blanche-Neige (Schneewittchen)
- KHM 54 : La Sacoche, le Vieux Chapeau et la Petite Trompette (de) (Der Ranzen, das Hütlein und das Hörnlein), à partir de la 2e édition ; 1re édition KHM 54a : Jean le Bête (de) (Hans Dumm)

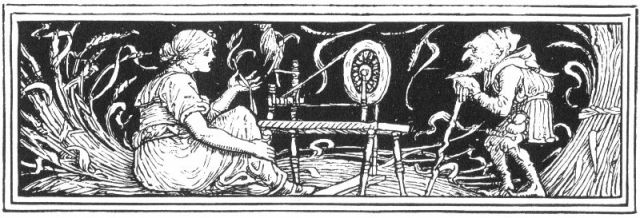
Outroupistache (Rumpelstiltskin, KHM 55). Illustration de Walter Crane pour la traduction en anglais Household Stories by the Brothers Grimm, 1886.

- KHM 55 : Outroupistache ou Nain Tracassin (Rumpelstilzchen)
- KHM 56 : Roland le Bien-aimé (de) (Der Liebste Roland)
- KHM 57 : L'Oiseau d'or (Der goldene Vogel)
- KHM 58 : Le Chien et le Moineau (de) (Der Hund und der Sperling)
- KHM 59 : Le Frédé et sa Chattelise (de) (Der Frieder und das Katherlieschen, à partir de la 2e édition ; 1re édition KHM 59a : Prinz Schwan)
- KHM 60 : Les Deux Frères (Die zwei Brüder, à partir de la 2e édition ; 1re édition KHM 60a : Das Goldei)
- KHM 61 : Le Bouffron (de) (Das Bürle, à partir de la 2e édition ; 1re édition KHM 61a : Von dem Schneider, der bald reich wurde)
- KHM 62 : La Reine des abeilles (de) (Die Bienenkönigin, à partir de la 2e édition ; 1re édition KHM 62a : Blaubart)
- KHM 63 : Les Trois Plumes (Die drei Federn), à partir de la 2e édition ; 1re édition KHM 85 : Les Enfants d'or (de) (Die Goldkinder)
- KHM 64 : L'Oie d'or (de) (Die goldene Gans), aussi à partir de la 2e édition ; 1re édition ensemble avec KHM 62, 63 et KHM 64a : La Colombe blanche (de) (Die weiße Taube) sous le titre général Von dem Dummling
- KHM 65 : Toutes-Fourrures (Allerleirauh)
- KHM 66 : La Fiancée du petit lapin (de) (Häsichenbraut), à partir de la 2e édition ; 1re édition KHM 66a : Hurleburlebutz
- KHM 67 : Les Douze Chasseurs (de) (Die zwölf Jäger)
- KHM 68 : L'Apprenti larron et son maître (de) (De Gaudeif un sien Meester, à partir de la 2e édition ; 1re édition KHM 68a : Von dem Sommer- und Wintergarten)
- KHM 69 : Jorinde et Joringel (Jorinde und Joringel)
- KHM 70 : Les Trois Enfants-gâtés de la fortune (de) (Die drei Glückskinder, à partir de la 2e édition ; 1re édition KHM 70a : Der Okerlo)
- KHM 71 : Six à qui rien ne résiste (de) (Sechse kommen durch die ganze Welt), à partir de la 2e édition ; 1re édition KHM 71a : Princesse Peau-de-Souris (Prinzessin Mäusehaut)
- KHM 72 : Le Loup et l'Homme (de) (Der Wolf und der Mensch, à partir de la 2e édition ; 1re édition KHM 72a : Das Birnli will nit fallen)
- KHM 73 : Le Loup et le Renard (de) (Der Wolf und der Fuchs, à partir de la 2e édition ; 1re édition KHM 73a : Das Mordschloß)
- KHM 74 : Le Renard et la Mère Louve (de) (Der Fuchs und die Frau Gevatterin, à partir de la 2e édition ; 1re édition KHM 74a : Von Johannes-Wassersprung und Caspar-Wassersprung)
- KHM 75 : Le Renard et le Chat (de) (Der Fuchs und die Katze), à partir de la 2e édition ; 1re édition KHM 75a : L'Oiseau Phénix (de) (Vogel Phönix)
- KHM 76 : L'Œillet (de) (Die Nelke)
- KHM 77 : Margot-la-Malice (de) (Das kluge Gretel), à partir de la 2e édition ; 1re édition KHM 77a : Du menuisier et du tourneur (de) (Vom Schreiner und Drechsler)
- KHM 78 : Le Vieux Grand-Père et Son Petit-fils (Der alte Großvater und der Enkel)
- KHM 79 : La Nixe ou la Dame des Eaux (de) (Die Wassernixe)
- KHM 80 : La Mort de la petite poule (de) (Von dem Tode des Hühnchens)
- KHM 81 : Frère Loustic (de) (Bruder Lustig), à partir de la 2e édition ; 1re édition KHM 81a : Le Forgeron et le Diable (de) (Der Schmied und der Teufel)
- KHM 82 : Jean le Joueur (de) (De Spielhansl), à partir de la 2e édition ; 1re édition KHM 82a : Les Trois Sœurs (de) (Die drei Schwestern)
- KHM 83 : Jean-la-Chance (Hans im Glück), à partir de la 2e édition ; 1re édition KHM 153 : L'Argent du Ciel (de) (Die Sterntaler) sous le titre Das arme Mädchen
- KHM 84 : Jean marié (de) (Hans heiratet), à partir de la 2e édition ; 1re édition KHM 84a : La Marâtre (de) (Die Schwiegermutter)
- KHM 85 : Les Enfants d'or (de) (Die Goldkinder), à partir de la 2e édition, auparavant à la place de KHM 63 ; 1re édition KHM 85a, b, c, d : Schneeblume, Prinzessin mit der Laus, Vom Prinz Johannes, Der gute Lappen sous le titre général Fragmente
- KHM 86 : Le Renard et les Oies (de) (Der Fuchs und die Gänse)

### À partir de la1reédition, volume 2 (1815)
- KHM 87 : Le Pauvre et le Riche (de) (Der Arme und der Reiche)
- KHM 88 : La Fauvette-qui-saute-et-qui-chante ou L'Alouette qui chante et sautille (Das singende springende Löweneckerchen)
- KHM 89 : La Petite Gardeuse d'oies ou |La Gardeuse d'oies (Die Gänsemagd)
- KHM 90 : Le Jeune Géant (de) (Der junge Riese)
- KHM 91 : Le Petit Gnome (de) (Dat Erdmänneken)
- KHM 92 : Le Roi de la Montagne d'Or (de) (Der König vom goldenen Berg)
- KHM 93 : Le Corbeau (de) (Die Rabe)[15]
- KHM 94 : L'Intelligente Fille du paysan (de) (Die kluge Bauerntochter)
- KHM 95 : Le Vieil Hildebrand (de) (Der alte Hildebrand), à partir de la 2e édition ; 1re édition KHM 99 : L'Esprit dans la bouteille (de) (Der Geist im Glas)
- KHM 96 : Les Trois Oisillons (de) (De drei Vügelkens)
- KHM 97 : L'Eau de la vie (Das Wasser des Lebens)
- KHM 98 : Docteur Je-Sais-Tout (de) (Doktor Allwissend)
- KHM 99 : L'Esprit dans la bouteille (de) (Der Geist im Glas, à partir de la 7e édition, auparavant à la place de KHM 95 ; 1re édition KHM 99a : Der Froschprinz)
- KHM 100 : Le Frère noirci du Diable (de) (Des Teufels rußiger Bruder)
- KHM 101 : L'Homme à la peau d'ours (de) (Der Bärenhäuter)
- KHM 102 : Le Roitelet et l'Ours (de) (Der Zaunkönig und der Bär)
- KHM 103 : La Bonne Bouillie (de) (Der süße Brei)
- KHM 104 : Les Gros Malins (de) (Die klugen Leute), à partir de la 7e édition ; de la 1re à la 6e édition KHM 104a : Les Animaux fidèles (de) (Die treuen Tiere)
- KHM 105 : Le Conte du crapaud (de) (Märchen von der Unke)
- KHM 106 : Le Pauvre Garçon meunier et la Petite Chatte (Der arme Müllersbursch und das Kätzchen)
- KHM 107 : Les Deux Compagnons de route (de) (Die beiden Wanderer), à partir de la 5e édition ; de la 1re à la 4e édition KHM 107a : Les Corneilles (de) (Die Krähen)
- KHM 108 : Hans-mon-hérisson (de) (Hans mein Igel)
- KHM 109 : Sa petite chemise de mort (de) (Das Totenhemdchen)
- KHM 110 : Le Juif dans les épines (Der Jude im Dorn)
- KHM 111 : Le Parfait Chasseur (de) (Der gelernte Jäger)
- KHM 112 : Le Fléau rapporté au Ciel (de) (Der Dreschflegel vom Himmel)
- KHM 113 : Prince et Princesse, enfants de roi (de) (De beiden Künigeskinner)
- KHM 114 : Le Malin Petit Tailleur (de) (Vom klugen Schneiderlein)
- KHM 115 : Le clair soleil le révélera au grand jour (de) (Die klare Sonne bringt's an den Tag)
- KHM 116 : La Lumière bleue (de) (Das blaue Licht)
- KHM 117 : L'Enfant difficile (de) (Das eigensinnige Kind)
- KHM 118 : Les Trois Barbiers du régiment (de) (Die drei Feldscherer)
- KHM 119 : Les Sept Souabes (Die Sieben Schwaben, à partir de la 2e édition ; 1re édition KHM 119a : Der Faule und der Fleißige)
- KHM 120 : Les Trois Compères ouvriers (de) (Die drei Handwerksburschen)
- KHM 121 : Le Prince qui n'avait peur de rien (de) (Der Königssohn, der sich vor nichts fürchtet), à partir de la 2e édition ; 1re édition KHM 209 : Le Banquet céleste (de) (Die himmlische Hochzeit)
- KHM 122 : L'Âne-salade (de) (Der Krautesel), à partir de la 2e édition ; 1re édition KHM 122a : Le Long Nez (de) (Die lange Nase)
- KHM 123 : La Vieille dans la forêt (de) (Die Alte im Wald)
- KHM 124 : Les Trois Frères (de) (Die drei Brüder)
- KHM 125 : Le Diable et sa grand-mère (de) (Der Teufel und seine Großmutter)
- KHM 126 : Fernand-Loyal et Fernand-Déloyal (de) (Ferenand getrü und Ferenand ungetrü)
- KHM 127 : Le Fourneau (de) (Der Eisenofen)
- KHM 128 : La Paresseuse au rouet (de) (Die faule Spinnerin)
- KHM 129 : Les Quatre Frères habiles (de) (Die vier kunstreichen Brüder), à partir de la 2e édition ; 1re édition KHM 129a : Le Lion et la Grenouille (de) (Der Löwe und der Frosch)
- KHM 130 : Un-Œil, Double-Œil et Triple-Œil (Einäuglein, Zweiäuglein und Dreiäuglein), à partir de la 2e édition ; 1re édition KHM 130a : Le Soldat et le Menuisier (de) (Der Soldat und der Schreiner)
- KHM 131 : La Belle Catrinelle et Pif-Paf Lelutin (de) (Die schöne Katrinelje und Pif Paf Poltrie)
- KHM 132 : Le Renard et le Cheval (de) (Der Fuchs und das Pferd)
- KHM 133 : Le Bal des douze princesses ou Les souliers usés à la danse (Die zertanzten Schuhe)
- KHM 134 : Les Six Serviteurs (Die sechs Diener)
- KHM 135 : La Noire et la Blanche Épousée (de) (Die weiße und die schwarze Braut)
- KHM 136 : L'Homme-de-Fer (Der Eisenhans), à partir de la 6e édition ; de la 1re à la 5e édition KHM 136a : L'Homme sauvage (de) (De wilde Mann)
- KHM 137 : Les Trois Princesses noires (de) (De drei schwatten Prinzessinnen)
- KHM 138 : Gnaste et ses trois fils (de) (Knoist un sine dre Sühne)
- KHM 139 : La Demoiselle de Brakel (de) (Dat Mäken von Brakel)
- KHM 140 : La Maisonnée (de) (Das Hausgesinde)
- KHM 141 : L'Agnelet et le Petit Poisson (de) (Das Lämmchen und Fischchen)
- KHM 142 : Le Mont Chauve (de) (Simeliberg)
- KHM 143 : L'Envie de voyager (de) (Up Reisen gohn), à partir de la 2e édition ; 1re édition KHM 143a : Les Enfants affamés (de) (Die Kinder in Hungersnot)
- KHM 144 : Le Petit Âne (de) (Das Eselein)
- KHM 145 : Le Fils ingrat (de) (Der undankbare Sohn)
- KHM 146 : La Betterave (de) (Die Rübe)
- KHM 147 : Le Petit Vieux rajeuni par le feu (de) (Das junggeglühte Männlein)
- KHM 148 : Les Créatures de Dieu et les bêtes du Diable (de) (Des Herrn und des Teufels Getier)
- KHM 149 : La Paille et la poutre du coq (de) (Der Hahnenbalken)
- KHM 150 : La Vieille Mendiante (de) (Die alte Bettelfrau)
- KHM 151 : Les Trois Paresseux (de) (Die drei Faulen)
- KHM 151* : Les Douze Valets paresseux (de) (Die zwölf faulen Knechte, à partir de la 7e édition en annexe de KHM 151)
- KHM 152 : Le Petit Berger (de) (Das Hirtenbüblein, à partir de la 2e édition ; 1re édition KHM 152a : Die heilige Frau Kummernis)
- KHM 153 : L'Argent du Ciel (de) (Die Sterntaler, à partir de la 2e édition, auparavant à la place de KHM 83)
- KHM 154 : Le Sou volé (de) (Der gestohlene Heller, à partir de la 2e édition, auparavant à la place de KHM 7)
- KHM 155 : Le Choix d'une épouse (de) (Die Brautschau), à partir de la 2e édition ; 1re édition KHM 160 : Conte-devinette (de) (Rätselmärchen)

### À partir de la2eédition(1819)
- KHM 156 : Les Petits Nœuds (de) (Die Schlickerlinge)
- KHM 157 : Le Moineau et ses quatre petits (de) (Der Sperling und seine vier Kinder, à partir de la 2e édition, auparavant à la place de KHM 35)
- KHM 158 : Le Conte du Pays de Cocagne (de) (Das Märchen vom Schlauraffenland, à partir de la 2e édition, auparavant à la place de KHM 153)
- KHM 159 : Le Conte menteur des Dithmarses (de) (Das Diethmarsische Lügenmärchen, à partir de la 2e édition, auparavant à la place de KHM 154)
- KHM 160 : Conte-devinette (de) (Rätselmärchen, à partir de la 2e édition, auparavant à la place de KHM 155)

### À partir de la3eédition(1837)

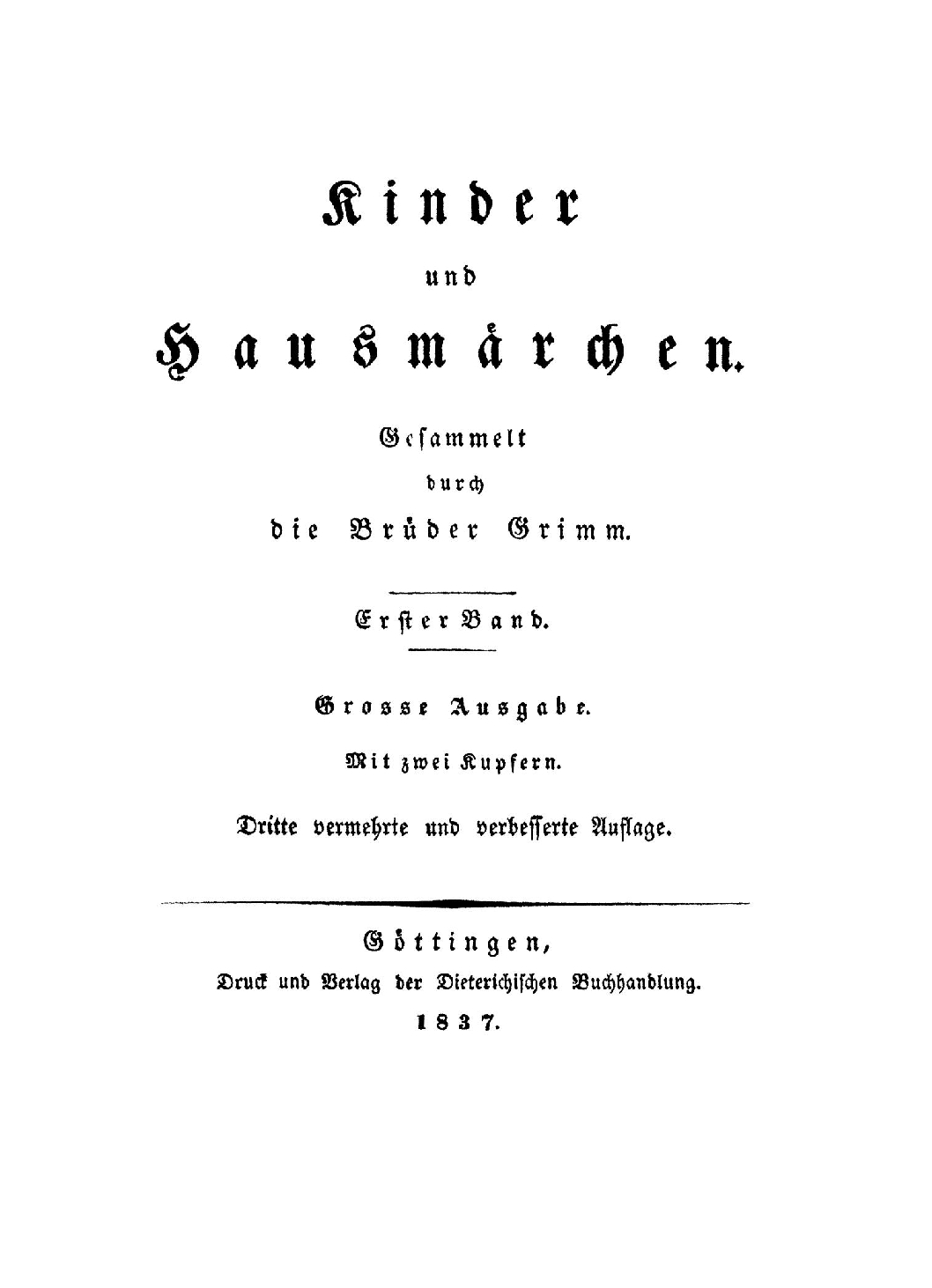
Kinder- und Hausmärchen, 3e édition, première partie, 1837.

- KHM 161 : Blanche-Neige et Rose-Rouge (Schneeweißchen und Rosenrot)
- KHM 162 : Un valet de valeur (de) (Der kluge Knecht)
- KHM 163 : Le Cercueil de verre (de) (Der gläserne Sarg)
- KHM 164 : Henri-le-Paresseux (de) (Der faule Heinz)
- KHM 165 : L'Oiseau griffon (de) (Der Vogel Greif)
- KHM 166 : Jean-le-Fort (de) (Der starke Hans)
- KHM 167 : Le Petit Paysan au Ciel (de) (Das Bürle im Himmel)

### À partir de la4eédition(1840)
- KHM 168 : La Maigre Lise (de) (Die hagere Liese)
- KHM 169 : La Maison dans la forêt (Das Waldhaus)
- KHM 170 : Partager le meilleur et le pire (de) (Lieb und Leid teilen)
- KHM 171 : Le Roitelet (de) (Der Zaunkönig)
- KHM 172 : La Sole (de) (Die Scholle)
- KHM 173 : La Huppe et le Butor (de) (Rohrdommel und Wiedehopf)
- KHM 174 : La Chouette (de) (Die Eule)
- KHM 175 : La Lune (de) (Der Mond, à partir de la 7e édition ; de la 4e à la 6e édition KHM 175a : Das Unglück)
- KHM 176 : Les Temps de la vie (de) (Die Lebenszeit)
- KHM 177 : Les Messagers de la mort (de) (Die Boten des Todes)

### À partir de la5eédition(1843)
- KHM 178 : Maître Poinçon (de) (Meister Pfriem)

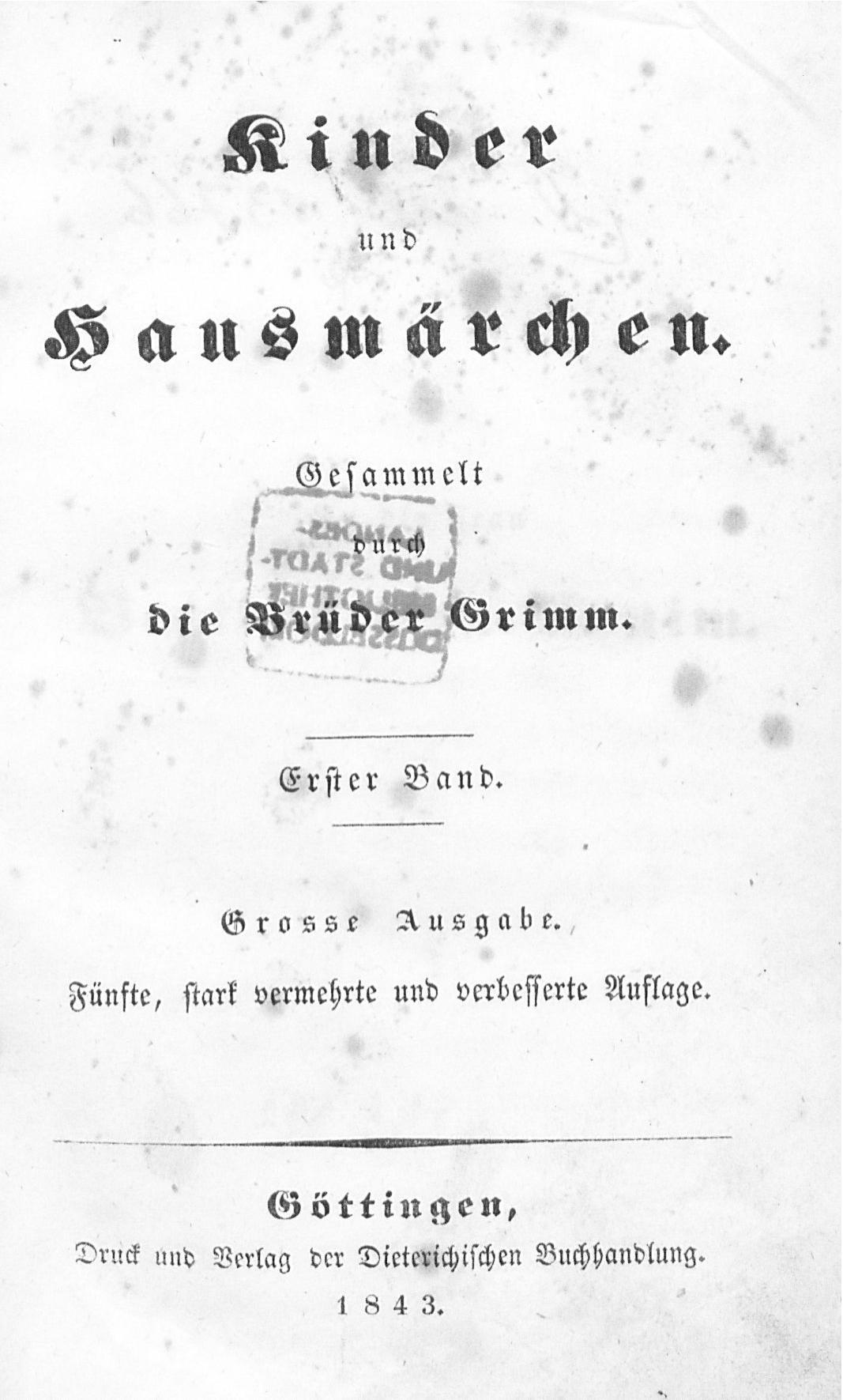
Kinder- und Hausmärchen, 5e édition, première partie, 1843.

- KHM 179 : La Gardeuse d'oies à la fontaine (Die Gänsehirtin am Brunnen)
- KHM 180 : Les Différents Fils d'Ève (de) (Die ungleichen Kinder Evas)
- KHM 181 : L'Ondine de l'étang (Die Nixe im Teich)
- KHM 182 : Les Présents du peuple menu (Die Geschenke des kleinen Volkes, à partir de la 6e édition ; 5e édition KHM 182a : Die Erbsenprobe)
- KHM 183 : Le Géant et le Tailleur (de) (Der Riese und der Schneider)
- KHM 184 : Le Clou (de) (Der Nagel)
- KHM 185 : Le Pauvre Gosse au tombeau (de) (Der arme Junge im Grab)
- KHM 186 : La Véritable Fiancée (de) (Die wahre Braut)
- KHM 187 : Le Lièvre et le Hérisson (de) (Der Hase und der Igel)
- KHM 188 : Fuseau, navette et aiguille (de) (Spindel, Weberschiffchen und Nadel)
- KHM 189 : Le Paysan et le Diable (de) (Der Bauer und der Teufel])
- KHM 190 : Les Miettes sur la table (de) (Die Brosamen auf dem Tisch)
- KHM 191 : Le Petit Lièvre de mer (de) (Das Meerhäschen)[16], à partir de la 7e édition ; 5e et 6e édition KHM 191a : Le Brigand et ses fils (de)  (Der Räuber und seine Söhne)
- KHM 192 : Le Maître-voleur (Der Meisterdieb)
- KHM 193 : Le Tambour (de) (Der Trommler)[15]

### À partir de la6eédition(1850)

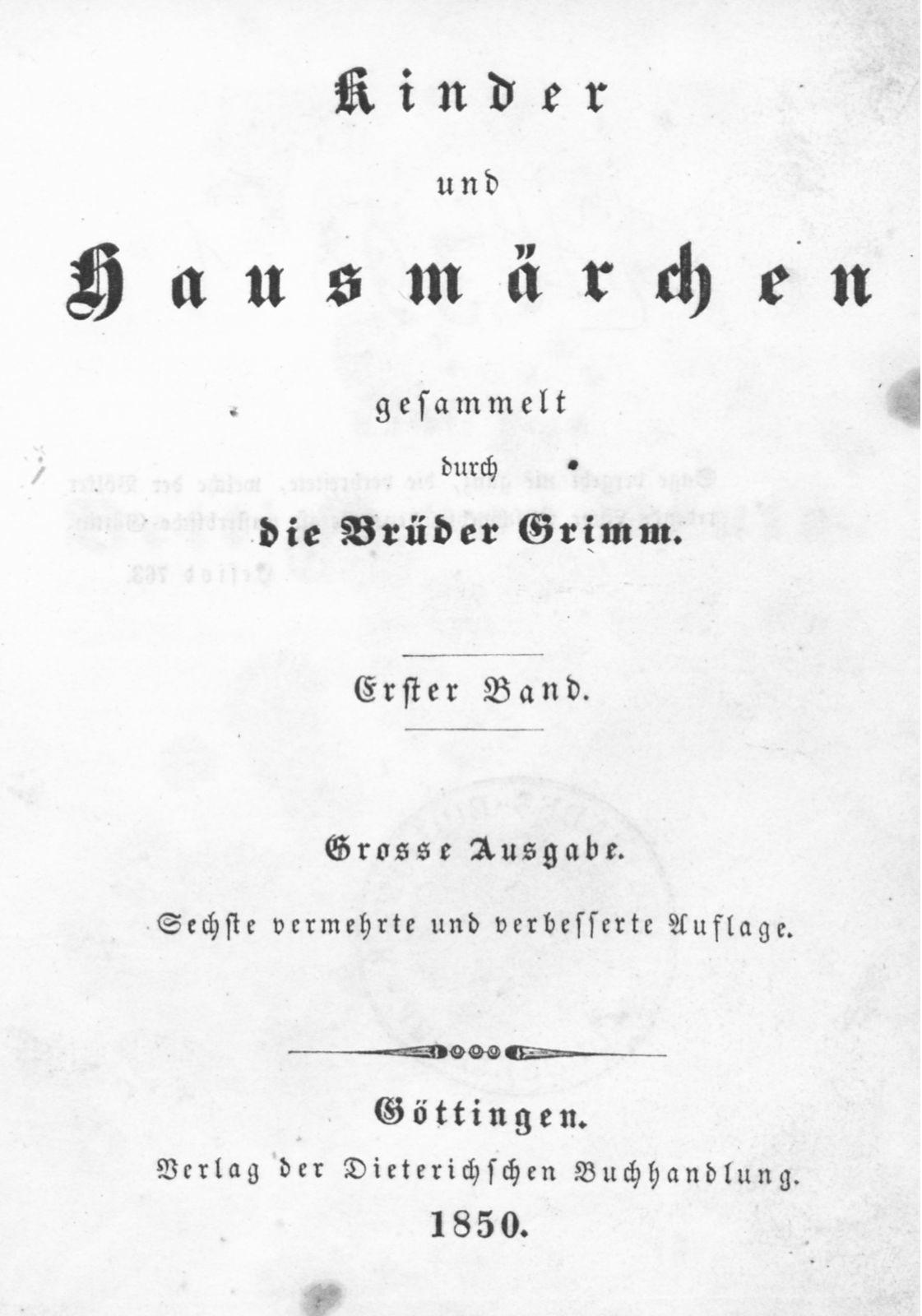
Kinder- und Hausmärchen, 6e édition, complète, 1850.

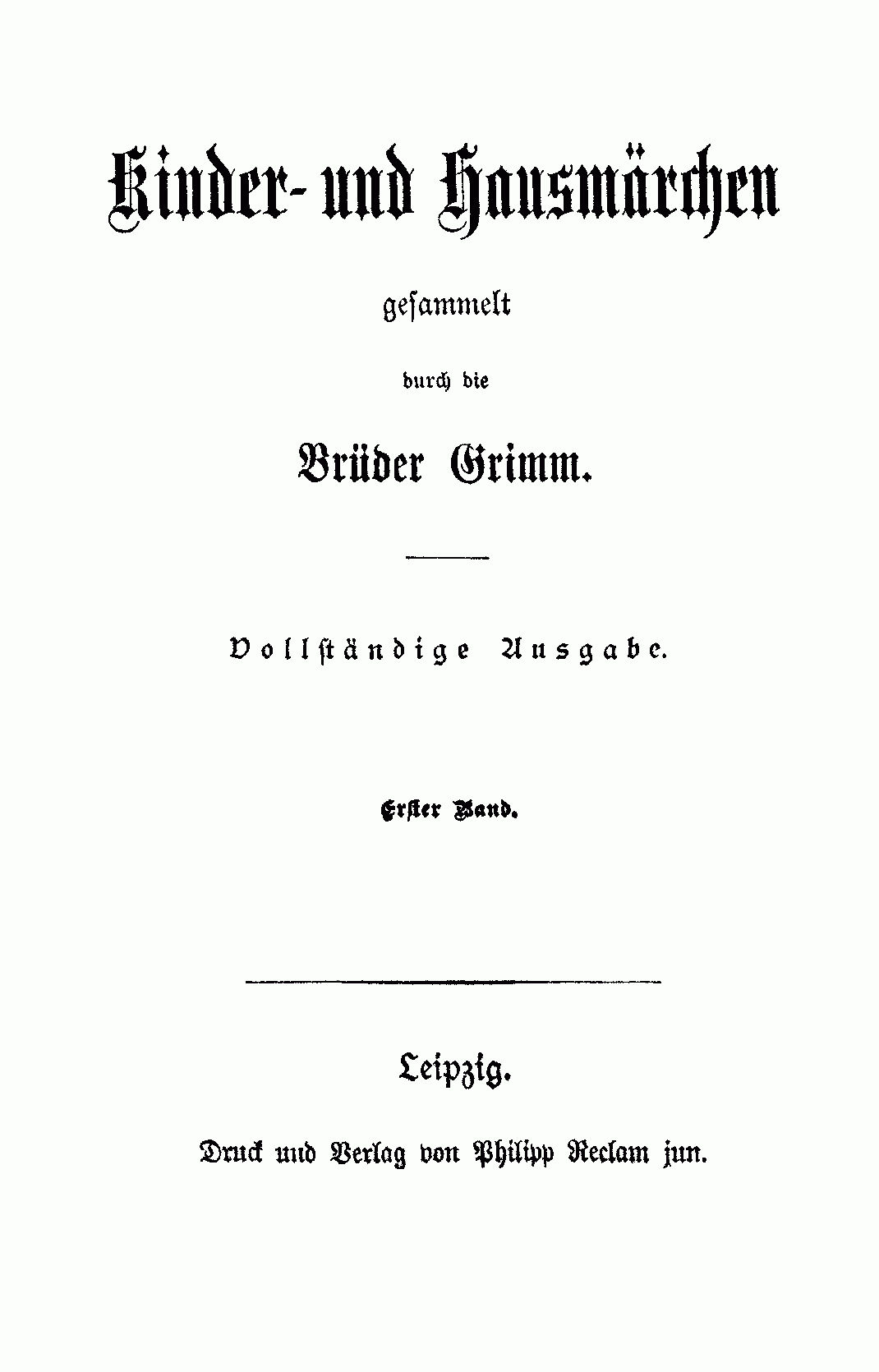
Kinder- und Hausmärchen, édition complète, 1894.

- KHM 194 : L'Épi de blé (de) (Die Kornähre)
- KHM 195 : La Tombe (de) (Der Grabhügel)
- KHM 196 : Le Vieux Cricrac (de) (Oll Rinkrank)[15]
- KHM 197 : La Boule de cristal (de) (Die Kristallkugel)
- KHM 198 : Demoiselle Maleen (Jungfrau Maleen)
- KHM 199 : Les Bottes en cuir de buffle (de) (Der Stiefel von Büffelleder)
- KHM 200 : La Clef d'or (Der goldene Schlüssel, à partir de la 1re édition, volume 2, toujours à la fin)

### Légendes de l'enfance(Appendice, à partir de la2eédition)
- KHM 201 : Saint Joseph dans la forêt (de) (Der heilige Joseph im Walde)
- KHM 202 : Les Douze Apôtres (de) (Die zwölf Apostel)
- KHM 203 : La Rose (de) (Die Rose)
- KHM 204 : Humilité et pauvreté sont le chemin du Ciel (de) (Armut und Demut führen zum Himmel)
- KHM 205 : Nourriture céleste (de) (Gottes Speise)
- KHM 206 : Les Trois Rameaux verts (de) (Die drei grünen Zweige)
- KHM 207 : La Petite Coupe de la Mère de Dieu (de) (Muttergottesgläschen)
- KHM 208 : La Vieille Maman (de) (Das alte Mütterchen)
- KHM 209 : Le Banquet céleste (de) (Die himmlische Hochzeit, à partir de la 2e édition, auparavant à la place de KHM 121)
- KHM 210 : La Baguette de coudrier (de) (Die Haselrute, à partir de la 6e édition)

### Récapitulatif des contes retranchés
Ces contes avaient été retranchés par les frères Grimm pour diverses raisons (amoralité, violence, origine étrangère, versions multiples, etc.). La numérotation est celle adoptée par Natacha Rimasson-Fertin (voir #Bibliographie).
- CR 1 : Le Rossignol et l'Orvet (de) (Von der Nachtigall und der Blindschleiche)
- CR 2 : La Main avec le Couteau (de) (Die Hand mit dem Messer)
- CR 3 : Comment des enfants ont joué au boucher (de) (I, II) (Wie Kinder Schlachtens miteinander gespielt haben)
- CR 4 : La Mort et le Gardien d'oies (de) (Der Tod und der Gänshirt)
- CR 5 : Le Maître chat ou le Chat botté (Der gestiefelte Kater)
- CR 6 : La Serviette, le sac, le chapeau aux canons et le cor (de) (Von der Serviette, dem Tornister, dem Kanonenhütlein und dem Horn)
- CR 7 : L'Étrange banquet (de) (Die wunderliche Gasterei)
- CR 8 : Hans l'idiot (de) (Hans Dumm)
- CR 9 : La Barbe bleue (Blaubart)
- CR 10 : Hurleburlebutz (de)
- CR 11 : L'Ogre (de) (Der Okerlo)
- CR 12 : Princesse Peau-de-Souris (Prinzessin Mäusehaut)
- CR 13 : La Poire ne veut pas tomber (de) (Das Birnli will nit fallen)
- CR 14 : Le Château aux meurtres (de) (Das Mordschloß)
- CR 15 : Le Menuisier et le Tourneur (de) (Vom Schreiner und Drechsler)
- CR 16 : Les Trois sœurs (de) (Die drei Schwestern)
- CR 17 : Fragments : Fleur-de-neige (de) (Schneeblume), L'Histoire du Prince Jean (de) (Vom Prinz Johannes), Le Bon Chiffon (de) (Der gute Lappen)
- CR 18 : Les Animaux fidèles (de) (Die treuen Tiere)
- CR 19 : Les Corneilles (de) (Die Krähen)
- CR 20 : Le Paresseux et le Travailleur (de) (Der Faule und der Fleißige)
- CR 21 : Le Lion et la Grenouille (de) (Der Löwe und der Frosch)
- CR 22 : Le Soldat et le Menuisier (de) (Der Soldat und der Schreiner)
- CR 23 : L'Homme sauvage (de) (De wilde Mann)
- CR 24 : Les Enfants pendant la famine (de) (Die Kinder in Hungersnot)
- CR 25 : La Sainte-Dame Affliction (de) (Die heilige Frau Kummernis)
- CR 26 : Le Malheur (de) (Das Unglück)
- CR 27 : La Princesse au petit pois (Die Prinzessin auf der Erbse)
- CR 28 : Le Brigand et ses fils (de) (Der Räuber und seine Söhne).

## Sources et bibliographie
- (en) A. S. Byatt, « Introduction », dans Maria Tatar (éd.), The Annotated Brothers Grimm, W. W. Norton, Londres - New York, 2004  (ISBN 0-393-05848-4).
- (en) Maria Tatar, The Hard Facts of the Grimms' Fairy Tales, Princeton University Press, Princeton, 1987  (ISBN 0-691-06722-8).
- (en) Maria Tatar, The Annotated Classic Fairy Tales, W. W. Norton, Londres - New York, 2002  (ISBN 0-393-05163-3)
- (en) Jack Zipes, The Great Fairy Tale Tradition : From Straparola and Basile to the Brothers Grimm, W. W. Norton, Londres - New York, 2000  (ISBN 0-393-97636-X).
- Jack Zipes (trad. de l'anglais par François Ruy-Vidal), Les Contes de fées et l'art de la subversion : Étude de la civilisation des mœurs à travers un genre classique : la littérature pour la jeunesse, Paris, Payot & Rivages, coll. « Petite bibliothèque Payot » (no 637), 2007 (1re éd. 1986, trad.), 363 p. (ISBN 978-2-228-90215-1, OCLC 224936973)Titre or. : Fairy Tales and the Art of Subversion (1983).
- (fr) Jacob et Wilhelm Grimm, Contes pour les enfants et la maison, trad. Natacha Rimasson-Fertin, José Corti, 2009  (ISBN 978-2-7143-1000-2) (2 volumes). Cette édition est complétée de nombreuses notes (analogies avec des contes d'autres cultures...), d'un index thématique, d'une table de concordance avec la classification Aarne-Thompson, d'une bibliographie etc. Elle inclut les Légendes pour enfants et les Contes retranchés des éditions précédentes.